# ایساما امپکو
ایساما امپکو (انگلیسی: Issama Mpeko؛ زادهٔ ۳۰ آوریل ۱۹۸۹) بازیکن فوتبال اهل جمهوری دموکراتیک کنگو است.
از باشگاه‌هایی که در آن بازی کرده‌است می‌توان به باشگاه فوتبال باستیا اشاره کرد.
وی همچنین در تیم ملی فوتبال جمهوری کنگو بازی کرده‌است.